# Władysław Pałucki
Władysław Pałucki (ur. 12 marca 1905 w Wiskitkach, zm. 19 grudnia 1989) – polski historyk, regionalista i działacz regionalny, prezes Towarzystwa Przyjaciół Miasta Żyrardowa (1968–1972). 

## Życiorys
Urodził się w rodzinie robotniczej, która od 1908 mieszkała w Żyrardowie. Po ukończeniu nauki w Gimnazjum Męskim w Żyrardowie podjął studia na Uniwersytecie Warszawskim. W latach 1930–1931 uczył się w Szkole Podchorążych Rezerwy Artylerii we Włodzimierzu Wołyńskim. W 1935 został mianowany na stopień podporucznika ze starszeństwem z dniem 1 stycznia 1934 i 21. lokatą w korpusie oficerów rezerwy artylerii. W marcu 1939 został zmobilizowany do 26 pułku artylerii lekkiej w Skierniewicach. W kampanii wrześniowej 1939 walczył, jako adiutant II dywizjonu w bitwie nad Bzurą. W 1939 przedostał się do Europy Zachodniej i zaciągnął się do polskiej armii – wojnę zakończył jako major i szef Oddziału Naukowo-Opisowego w Inspektoracie ds. Zarządu Wojskowego MON. 
W 1947 powrócił do Polski, gdzie podjął studia historyczne. Od 1953 zatrudniony w Instytucie Historii Polskiej Akademii Nauk, gdzie przez ponad dwie dekady był dyrektorem Zakładu Atlasu Historycznego, następnie zaś jego pracownikiem w charakterze konsultanta. Zajmował się naukowo historią Mazowsza (w tym jego atlasem historycznym), a w szczególności dziejami powiatów sochaczewskiego i żyrardowskiego. W latach 1968–1972 pełnił funkcję prezesa Towarzystwa Przyjaciół Miasta Żyrardowa (TPMŻ). 

## Wybrane publikacje
- Narok: studium z dziejów służby informacyjno-łącznikowej w Polsce wczesnośredniowiecznej, Zakład Narodowy im. Ossolińskich, Wydawnictwo PAN, Wrocław 1958
- Studia nad uposażeniem urzędników ziemskich w Koronie do schyłku XVI wieku, Państwowe Wydawnictwo Naukowe, Warszawa 1962.
- Drogi i bezdroża skarbowości polskiej XVI i pierwszej połowy XVII wieku, Zakład Narodowy im. Ossolińskich, Wydawnictwo PAN, Wrocław 1974
- Wiskitki (praca zbiorowa pod red. Władysława Pałuckiego), "Książka i Wiedza", Warszawa 1977.